# 商均
商均（？—？），中国上古时期人物，五帝之一的舜的儿子，根据皇甫谧的《帝王世纪》他的母亲是尧的女儿女英。史书记载，他和舅舅丹朱（尧的长子）的情况相同，也是不贤不肖。所以舜就把天下禅让给治水有功的大禹。有学者根据《竹书纪年》，认为禹是将舜放逐到湘江流域，夺得天下之位的。還說帝舜的兒子名義均，被封於商之後改稱為商均。